# Machairodus
Machairodus là một chi machairodont tuyệt chủng của mèo Châu Âu, Châu Â, Châu Phi, Bắc Mỹ răng kiếm Miocen được coi là đã sống trong khoảng thời gian từ 12 triệu đến 200 năm trước tại và. Chúng là loài thú kế tục duy nhất được biết của hổ răng kiếm.

## Các loài
- Machairodus africanus
- Machairodus alberdiae
- Machairodus aphanistus
- Machairodus catocopis